# Специален трибунал за престъплението агресия срещу Украйна
Специалният трибунал за престъплението агресия срещу Украйна (на френски: Tribunal spécial pour le crime d'agression contre l'Ukraine) е специален международен наказателен трибунал, чиято цел е да преследва лица, отговорни за военни престъпления при руското нахлуване в Украйна на 24 февруари 2022 година, съгласно правното понятие за престъпление агресия.
Трибуналът е създаден на 25 юни 2025 г. със споразумение между Съвета на Европа и Украйна, подписано от двете страни в Страсбург, където украинският президент Володимир Зеленски и генералният секретар на Съвета на Европа Ален Берсе подписват окончателното споразумение за създаване на специален трибунал за агресията на Русия в Украйна.
Този трибунал е като допълнение към съществуващото разследване на Международния наказателен съд в Хага, който на 17 март 2023 година издава заповеди за арест на руския президент Владимир Путин и близкото му обкръжение, като омбудсмана по въпросите на децата Мария Лвова-Белова, за депортиране на украински деца в Русия от окупираните украински територии. За атаки срещу цивилни граждани и други военни престъпления след нахлуването в Украйна на 24 февруари 2022 година МНС издава заповеди за арест и за бившия руски военен министър Сергей Шойгу, руския началник на генералния щаб Валери Герасимов и за руските генерали Соколов и Кобилаш.
На 9 май 2025 година в Киев е подписано първоначалното споразумение за Специалния трибунал между Украйна и ЕК.
На 8 юли 2025 година за пръв път международен съд признава Русия за отговорна за свалянето на самолета при полет 17 на „Малайзия Еърлайнс“ над Донбас през 2014 г., при което загиват 298 души. Европейският съд по правата на човека признава Русия за виновна, а на базата на това решение ще бъдат издадени още 500 присъди срещу Русия за индивидуалните дела, заведени от наследници на жертвите. Решението от ЕСПЧ ще бъде добавено и към обвиненията срещу Русия в Специалния трибунал.
На 15 юли 2025 година Върховната рада на Украйна официално ратифицира Споразумението за създаване на Специален трибунал за престъплението агресия срещу Украйна.
Професорът по международно уреждане на спорове Ерик де Брабандере обяснява значението на съдебните решения срещу Русия и ролята на съдилищата и трибуналите в международното право, като изказва предположението, че държавите, които не са страни по споразумението, ще протестират срещу решението, и отбелязва, че процедурите често имат смекчаващ ефект върху напрежението, дори издаването на решение да отнема години. Според Де Брабандере до каква степен Русия ще премине към изплащане на обезщетение вероятно ще бъде определено в по-широко споразумение, от което решението на съда е само един елемент.
Към юли 2025 г. близо 10 000 дела са заведени от физически лица срещу Кремъл.
Над 100 000 военни престъпления на Русия са документирани, след мащабното руско нахлуване в Украйна на 24 февруари 2022 г.
Над 103 000 са отворените съдебни дела срещу Руските въоръжени сили и свързаните с тях групи, които системно използват изтезания в окупираните райони на Украйна, което сочи към „умишлена политика“, потвържкава експертът към ООН Алис Джил Едуардс, специален докладчик на ООН по въпросите на изтезанията, на базата на информация от украинските прокурори, според които още към март 2024 година има около 103 000 отворени  съдебни дела, свързани с руски военни престъпления и престъпления срещу човечеството, от които 90% са регистрирани като дела за изтезания.
Всички тези и други военни престъпления са залегнали в основата на създадения Специален трибунал за престъплението агресия срещу Украйна, за окончателно осъждане на Русия и висшето ѝ ръководство.